# Блинов, Андрей Дмитриевич
Андрей Дмитриевич Блинов (17 сентября 1918, д. Пономарята, Вятская губерния — 29 января 1996, Москва) — русский советский писатель, журналист. Участник Великой Отечественной войны. Сержант. Член Союза писателей СССР (1950). Первый редактор (1970—1971) издательства «Современник», главный редактор журнала «Советские профсоюзы».

## Биография
Родился в 1918 году в деревне Пономарята Татауровской волости Вятской губернии, в бедной многодетной семье. Окончил школу-трёхлетку в селе Татаурово, затем школу колхозной молодёжи. Работал счетоводом в колхозе, с 1934 по 1936 годы заведовал сельской библиотекой в Татаурове. В районной газете выступал с заметками, очерками, статьями о сельской жизни.
Первое стихотворение «Трактористка» было напечатано в газете «Татауровский колхозник». В той же газете в 1936 году был напечатан первый его рассказ «Учительница».
В сентябре 1938 года призван на срочную службу в РККА, где редактировал полковую многотиражную газету.
Демобилизовавшись работал в областной молодежной газете «Комсомольское племя», а затем и в «Кировской правде».
Участник Великой Отечественной войны, сержант-минометчик, в первые месяцы войны участвовал в боях за Малоярославец, Подольск, Нарофоминск. 15 ноября 1941 года при форсировании реки Пары был тяжело ранен. Пройдя ряд госпиталей демобилизован инвалидом второй группы в 1942 году.
В 1942 году, вернувшись с фронта, работал в районной газете «Татауровский колхозник», а с декабря 1942 года стал собкором по Омутнинскому району газеты «Кировская правда».
Андрей Дмитриевич написал очерки о колхозах и роман «Сталевары». В 1947 году в альманахе «Кировская новь» была опубликована первая повесть «Хочется жить».
в 1950 году был принят в члены Союза писателей СССР.
Переехал в Москву, где работал в газете «Труд». Окончил в 1954 году Высшую партийную школу при ЦК КПСС.
В 1961 году стал главным редактором журнала ВЦСПС «Советские профсоюзы» сменив ушедшего на пенсию К. К. Омельченко; вот как об этом вспоминал один из журналистов газеты:

Андрей Дмитриевич был сама русская простота, круглый, светлый, с широкой до ушей улыбкой. В облике Блинова не было ничего писательского. Он в первый день собрал нас, заведующих отделами, и, усадив вокруг себя (сам вышел из-за редакторского стола и сел на обычный стул), сказал: «Ну что, ребята, будем делать журнал?». После Омельченко такое обращение прозвучало, как залп «Авроры».
Затем работал в издательствах «Советская Россия» и Профиздат, был первым редактором (1970—1971) издательства «Современник».
В 1970 году роман Андрея Блинова «Плавка» был удостоен премии ВЦСПС и СП СССР «За лучшую книгу прозы о рабочем классе».
Умер в 1996 году в Москве.

## Награды
- Орден Славы III степени[2]
- Отечественной войны I степени (1985)
- Орден Трудового Красного Знамени (1962)
- «Знак Почёта» (1978)
- Медаль «За оборону Москвы»
- Медаль «За победу над Германией в Великой Отечественной войне 1941–1945 гг.»
- Медаль «За доблестный труд в Великой Отечественной войне 1941–1945 гг.»
- В 1970 году за роман «Плавка» удостоен Премии ВЦСПС и СП СССР «За лучшую книгу прозы о рабочем классе».
- Лауреат Премии Госкомиздата РСФСР (1974).

## Творчество
Ещё в третьем классе публиковал стихи в школьной стенгазете — первое его стихотворение «Трактористка» было написано «ступеньками», как у Маяковского.
Первый рассказ «Учительница» опубликован в 1936 году в газете «Татауровский колхозник», первая повесть «Хочется жить» вышла в 1947 году в альманахе «Кировская новь».
Работая журналистом наблюдал труд земляков, ковавших Победу в тылу, поэтому главной темой его творчества стала жизнь рабочего класса: рассказ «Тимофей и Тоня» о молодом пекаре, рассказ «Голубой жакет» о таксисте, героиня рассказа «Глаза врача» о девушке враче, роман «Чувства не устают» о влюбленном в тайгу геологе. Тема войны затрагивается в рассказах и повестях «Встреча», «Шрам на виске», «Алёшкина легенда», «Две жердочки через реку». Многие произведения писателя привязаны к родной вятской земле — именно здесь разворачиваются события многих его книг — романов «Счастья не ищут в одиночку», «Полынья», «Наследство», а в романе «Плавка» угадывается маленький лесной Омутнинск.
Также автор ряда рассказов для детей.